# Ахашени
Ахаше́ни (груз. ახაშენი) — сорт грузинского природно-полусладкого вина. Готовится из винограда сорта Саперави, который произрастает в Гурджаанском муниципалитете Грузии (Кахетия), в микрозоне у селения Ахашени, название которого и дало имя напитку. Выпускается с 1958 года. Законом Грузии «О контролируемых регионах происхождения вин» от 2010 года название Ахашени включено в список аппеллясьонов Грузии и не может быть использовано производителями вина за пределами определенного географического региона.

## Технология
Производится «Ахашени», так же как и «Оджалеши», «Пиросмани», «Твиши» и «Хванчкара», по рача-лечхумской технологии (собственно разновидности имеретинской), приспособленной к более прохладному климату. Несмотря на то, что в Кахетии более тёплый климат, чем в горах Рача-Лечхуми, тем не менее, технология производства с прерыванием брожения без добавления спирта, путём охлаждения, успешно применяется и при выработке «Ахашени». Таким образом, виноград высокой сахаристости сбраживается не полностью, и в напитке остаётся природный сахар. Перед розливом в бутылки вино стабилизируют.

## Характеристики
Цвет — тёмно-гранатовый, его интенсивность умеренная. Аромат — вишня и красные ягоды, иногда с тонами чёрной смородины. Вкус нежный и гармоничный, полный, с приятной терпкостью. Содержание сахара: 30—50 г/д³, алкоголь: 10,5—12%.

## Гастрономическое сопровождение
Вино «Ахашени», так же как и «Киндзмараули» рекомендуется подавать к десертам, фруктам и острым соусам.